# Ete-Ete Creek
Ete-Ete Creek est un village du Cameroun, situé dans la Région du Sud-Ouest. Il est rattaché administrativement à la commune de Kombo-Itindi, dans le département du Ndian.

## Population
Lors du recensement de 2005 on y a dénombré 10 personnes.